# محمد ميسرة
محمد الحسن ميسارة لاعب كرة قدم قطري من أصل سوداني مولود في قطر، ولد في (20 يونيو 2002) ، يلعب لصالح نادي المرخية.

## مسيرة اللاعب
لعب في نادي الوكرة ونادي المرخية.